# Egri neológ zsinagóga
Az Egri neológ zsinagóga egy ma már nem létező zsidó vallási épület, amely Eger területén állt a XX. század első felében.

## Története
A zsinagóga a nagy magyar zsinagógaépítész, Baumhorn Lipót tervei alapján épült 1911–1913 között, kései eklektikus-szecessziós stílusban. A mai Hibay Károly utca és Kossuth Lajos utca sarkán állott. Az épületet 1913. szeptember 13-án avatták fel. Formavilága, stílusjegyei jellemzőek Baumhorn zsinagógaépítészetére, ezáltal egyértelmű hasonlóság figyelhető meg például a Szegedi Új zsinagógával, vagy az újvidéki zsinagógával. A templom alig néhány évtizeden át szolgálhatta az egri neológ zsidó közösséget, mivel a második világháború során megtizedelt hitközség a kifosztott, feldúlt, elhanyagolt állapotú épületet nem tudta fenntartani, így eladta a városi Tanácsnak.

## Pusztulása
Az új tulajdonos nem foglalkozott megfelelően az épülettel, a zsinagógát ettől kezdve raktárnak használták, illetve üresen, nyitott ajtókkal állt hosszú időn keresztül. 1967-ben végül túlzó és a településképet rontó méretére hivatkozva felrobbantották. Erről dicsérőleg számolt be a korabeli neves művészettörténész, Détshy Mihály:
„A tömbrekonstrukciókkal egyidejűleg a belváros más pontjain is készültek foghíjbeépítések. Ezek közül talán legszerencsésebben a Kossuth utca és Hibay Károly utca sarkán, az utcaképben és a Várból nyíló városképben is egyaránt zavaró, keletieskedő, kupolás zsinagóga helyére épült Unicornis szálló sikerült. Nyugodt tömegével, tartózkodó, barátságos homlokzataival annál kellemesebben illeszkedik környezetébe.”
A zsinagóga helyére épült Unicornis szállodát – amely nevét az Eger címerében látható egyszarvúról kapta – 1969. október 3-án nyitották meg. Ma is ez az épület áll itt. A zsinagóga emlékét mindössze néhány színes képeslap és fekete-fehér fénykép őrzi.
A közelben található Eger másik zsinagógája, a Kis zsinagóga, amely az 1840-es években épült, és jelenleg kortárs művészeti kiállításoknak ad otthont.